# جو بيفيرلي

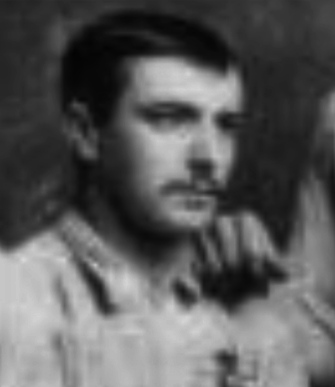
صورة لفريق بلاكبيرن روفرز (1883-1884)

جو بيفيرلي (بالإنجليزية: Joe Beverley) هو لاعب كرة قدم بريطاني (وحمل سابقاً جنسية المملكة المتحدة لبريطانيا العظمى وأيرلندا) في مركز الدفاع، ولد في 12 نوفمبر 1856 في بلاكبرن في المملكة المتحدة، وتوفي بنفس المكان في 21 مايو 1897. شارك مع منتخب إنجلترا لكرة القدم. أما مع النوادي، فقد لعب مع بلاكبيرن روفرز وBlackburn Olympic F.C. ‏.

## وصلات خارجية
- جو بيفيرلي على موقع قاعدة بيانات كرة القدم.إي يو (الإنجليزية)
- جو بيفيرلي على موقع ناشيونال فوتبول تيمز (الإنجليزية)